# Ypthima yezoensis
Ypthima yezoensis är en fjärilsart som beskrevs av Matsumura 1919. Ypthima yezoensis ingår i släktet Ypthima och familjen praktfjärilar. Inga underarter finns listade i Catalogue of Life.